# 土リクの大爆奏!
土リクの大爆奏!（どりくのだいばくそう!）は北陸放送で制作・放送されていたラジオ番組である。タイトルはドリフの大爆笑をもじったものと思われる。

## 放送時間
- 土曜日15:30 - 15:55（2009年1月10日から）

## 過去の放送時間
- 土曜日12:25 - 12:25（2008年12月27日まで）

## 出演者
- 谷川恵一（MROアナウンサー）
- 福島彩乃（当時MROアナウンサー）

## 内容
- その日のテーマに沿った音楽のリクエスト。
  - 放送時間は短いものの、1曲をフルコーラスで流す。このため、番組内で流れる曲は3曲前後である。